# Lawn Hill
Koordinaten: 18° 41′ S, 138° 39′ O

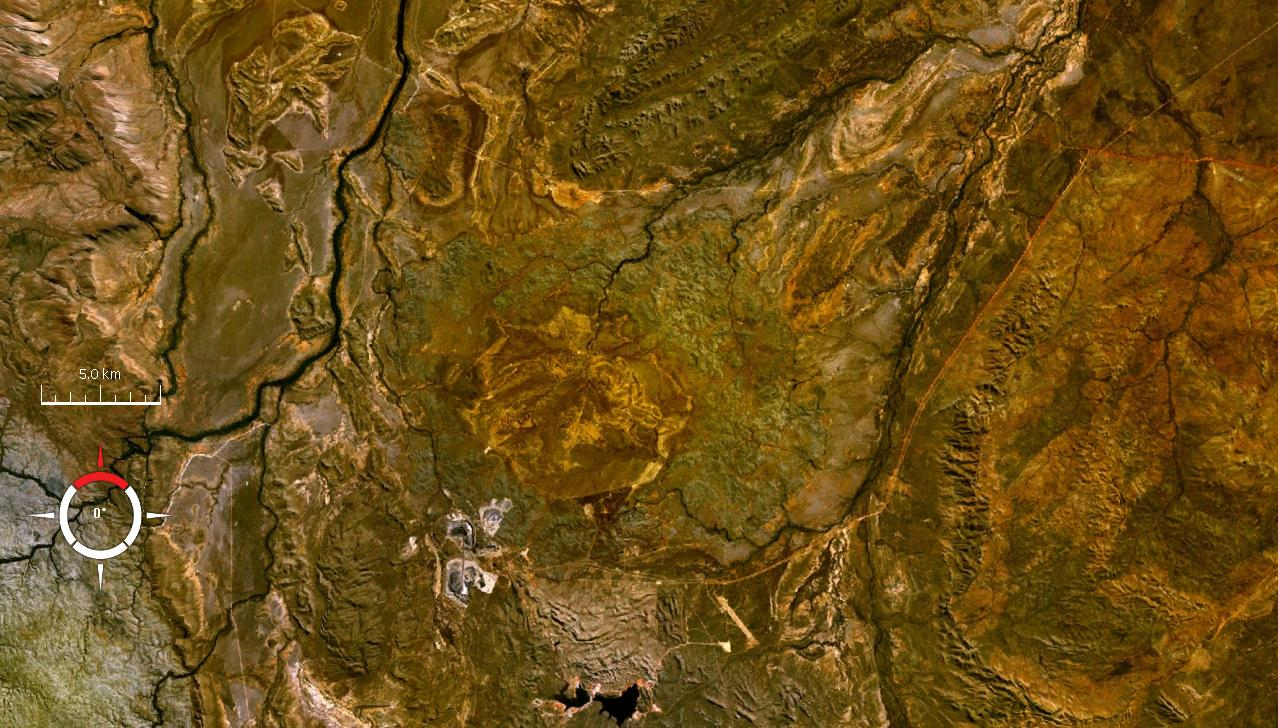
Satellitenbild Lawn Hill (Landsat)

Lawn Hill ist der erodierte Überrest eines Einschlagkraters in Queensland (Australien). Die Struktur ist gekennzeichnet durch einen 18 km großen Ring von Kalksteinbergen. Die Ursache für die kreisförmige Struktur war bis 1987 unbekannt und wurde erst durch die Entdeckung von Strahlenkegeln und geschockten Quarzen als Impaktstruktur identifiziert. Das Gestein ist stark erodiert und es wird angenommen, dass der Krater ursprünglich etwa 20 km Durchmesser hatte. Das Alter des Kraters ist umstritten, wobei einiges dafür spricht, dass der Einschlag vor etwa 515 Millionen Jahren erfolgte.
Basierend auf der Theorie, dass der Krater kurz nach seiner Entstehung von der See gefüllt wurde, könnte es sein, dass der Krater ein geschütztes, einmaliges Milieu für primitives Leben bot. Er könnte somit eine bedeutende Analogie zu den mit Sedimenten verfüllten Kratern auf dem Mars sein.